# Matthias Lammert

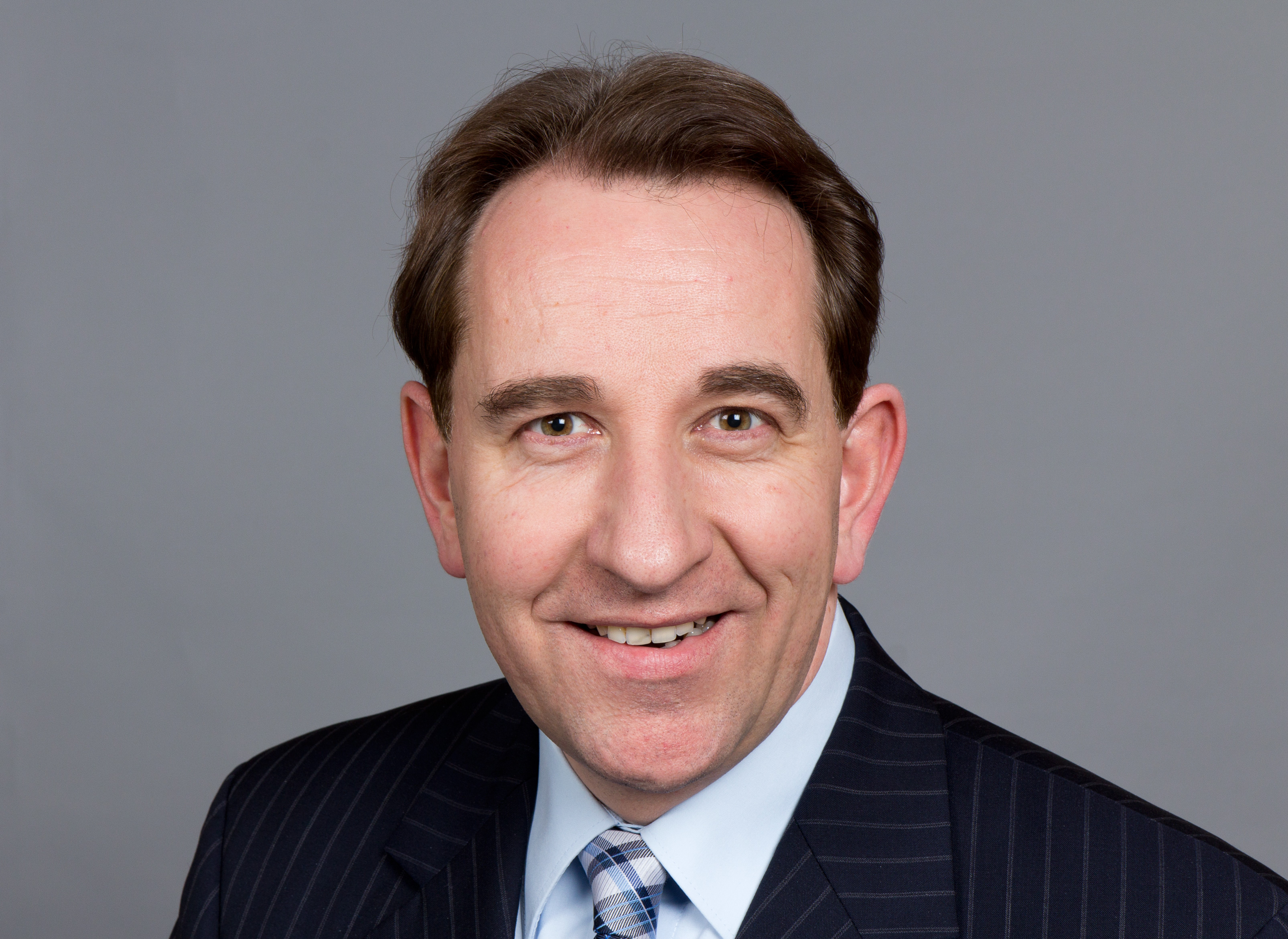
Matthias Lammert (2014)

Matthias Lammert (* 28. Juni 1968 in Tübingen) ist ein deutscher Politiker der CDU, seit 2001 Mitglied des rheinland-pfälzischen Landtages und seit 18. Mai 2021 Vizepräsident des rheinland-pfälzischen Landtages.

## Leben, Ausbildung, beruflicher Werdegang
Nach seinem Abitur am staatlichen Gymnasium Diez (heutiges Sophie-Hedwig-Gymnasium) im Jahre 1988 absolvierte er den Wehrdienst mit anschließender Ausbildung zum Reserveoffizier (Leutnant d.R.). Er studierte von 1991 bis 1999 Rechtswissenschaften und Politikwissenschaften mit Abschluss M.A. an der Johannes Gutenberg-Universität Mainz.
Er ist verheiratet und hat einen Sohn und eine Tochter.

## Politische und gesellschaftliche Funktionen
1991 wurde Lammert Mitglied der Jungen Union und 1993 der CDU. Von 1992 bis 1998 war er Mitglied des Kreisvorstandes der Jungen Union Rhein-Lahn und von 1996 bis 1998 deren Vorsitzender.
Zwischen 1995 und 2005 war er Vorsitzender des CDU-Ortsverbandes Diez, seit 1997 ist er Vorsitzender des CDU-Kreisverbandes Rhein-Lahn. Von 2007 bis 2019 war er stellvertretender Vorsitzender des CDU-Bezirksverbandes Koblenz-Montabaur. Seit Herbst 2019 ist er Bezirksvorsitzender der CDU Koblenz-Montabaur.
Seit 1994 ist er Mitglied des Stadtrats Diez und seit 1999 Mitglied des Kreistages Rhein-Lahn. Seit 2004 ist Lammert Mitglied des Verbandsgemeinderates Diez.
Ab 1999 war er stellvertretender Vorsitzender der CDU-Kreistagsfraktion und von 2009 bis 2022 war er ihr Vorsitzender. Nach der Landtagswahl 2001 wurde er am 18. Mai 2001 Mitglied des Landtages. Er kandidiert seit 2001 bei allen Landtagswahlen (2001, 2006, 2011, 2016, 2021) als Direktkandidat im Wahlkreis Diez/Nassau, verpasste jedoch sets das Direktmandat und wurde jeweils über die Landesliste in den Landtag gewählt.
Lammert war bis Juni 2019 innenpolitischer Sprecher der CDU-Landtagsfraktion. Er ist in der 18. Wahlperiode des rheinland-pfälzischen Landtags ordentliches Mitglied im Ausschuss Familie, Jugend, Integration und Verbraucherschutz sowie Mitglied der Strafvollzugskommission.
Von Juni 2019 bis zum Ende der Legislaturperiode im März 2021 war Matthias Lammert stellvertretender Fraktionsvorsitzender der CDU-Landtagsfraktion Rheinland-Pfalz.